# Mercedes Gordillo
Mercedes Gordillo (Managua, 23 de noviembre de 1938) es una escritora y crítica de arte nicaragüense.

## Biografía
Gordillo nació en Managua, en 1938, hija de José Gordillo Arana y Mercedes Fonseca.   Estudió la primaria en el Colegio La Asunción de Managua, y la secundaria en el Notre Dame Collegue de Belmont, California, Estados Unidos. A los 17 años de edad escribió su primer poema en inglés. Cuando tenía 3 años perdió a su padre, siendo criada por su madre.
A finales de noviembre de 1967, Gordillo facilita la puesta a salvo del fundador del Frente Sandinista de Liberación nacional (FSLN), Carlos Fonseca Amador, al obtener su subterfugia estadía, por una semana, en la residencia de una personalidad no asociada al FSLN como lo era Doña Angélica Balladares de Arguello, ¨Mujer de Las Américas¨, Capítulo de Nicaragua en 1959 y, desde muchas décadas atrás conocida como la "Primera Dama del Liberalismo". Años después, en 1974 funda en Managua el centro de exposición Galería Tagüe. Fue agregada cultural de la embajada de Nicaragua en México entre 1980 y 1982. Posteriormente fue directora del Museo de Arte Contemporáneo Julio Cortázar, en Managua. Entre 1984 y 1990 se exilió con su familia en Costa Rica, regresó a Nicaragua en 1990.
Escribió dos libros de cuentos sobre la vieja Managua: El cometa del fin del mundo (1994) y Luna que se quiebra (1995), con los cuales ganó el Premio Nacional Rubén Darío y el Premio de publicación, respectivamente.
En el año 2000 publicó el poemario Siete caracoles y un poemario, dedicado al cantautor cubano Silvio Rodríguez, y Una mujer con sombrero, por la cual en 2002 se le otorgó una mención especial del Premio Nacional Rubén Darío.
En 2004 publicó su libro Sor María Romero y los nicaragüenses, sobre la beata sor María Romero Meneses.

## Vida personal
Está casada con el pintor Alejandro Aróstegui, con quien tiene un hijo José Alejandro Aróstegui Gordillo.

## Obras
- El cometa del fin del mundo y otros cuentos (1993)
- Luna que se quiebra (cuentos, 1995)
- Siete caracoles y un poemario (poesía, 2000)
- Una mujer con sombrero (poesía, 2000)
- Vida y milagros (autobiografía, 2002)
- Sor María Romero y los nicaragüenses (2004)
- Una vida dedicada a la literatura y la pintura (2006, en colaboración con su esposo Alejandro Aróstegui)